# Elena Tsagrinou
Elena Tsagrinou (Grieks: Έλενα Τσαγκρινού) (Athene, 16 november 1994) is een Griekse zangeres.

## Biografie
Tsagrinou nam in 2009 op veertienjarige leeftijd deel aan Greece Got Talent, waarin ze de halve finale bereikte. In 2013 trad ze toe tot de groep OtherView, waar ze vijf jaar bij zou blijven. In 2018 stortte ze zich volledig op haar solocarrière. Eind 2020 werd duidelijk dat de Cyprus Broadcasting Corporation Tsagrinou intern had geselecteerd om Cyprus te vertegenwoordigen op het Eurovisiesongfestival 2021, met het nummer El Diablo. Ze raakte in de finale en haalde daarin de 16de plaats op 26 deelnemers.
1981: Island · 
1982: Anna Vissi · 
1983: Stavros & Konstandina · 
1984: Andy Paul · 
1985: Lia Vissi · 
1986: Elpida · 
1987: Alexia · 
1989: Fani Polymeri & Yiannis Savvidakis · 
1990: Haris Anastasiou · 
1991: Elena Patroklou · 
1992: Evridiki · 
1993: Zimboulakis & Van Beke · 
1994: Evridiki · 
1995: Alexandros Panayi · 
1996: Constantinos Christoforou · 
1997: Hara & Andreas Konstantinou · 
1998: Michalis Hatzigiannis · 
1999: Marlain · 
2000: Voice · 
2002: One · 
2003: Stelios Konstantas · 
2004: Lisa Andreas · 
2005: Constantinos Christoforou · 
2006: Annet Artani · 
2007: Evridiki · 
2008: Evdokia Kadi · 
2009: Christina Metaxa · 
2010: Jon Lilygreen & The Islanders · 
2011: Christos Mylordos · 
2012: Ivi Adamou · 
2013: Despina Olympiou · 
2015: Giannis Karagiannis · 
2016: Minus One · 
2017: Hovig · 
2018: Eleni Foureira · 
2019: Tamta · 
2021: Elena Tsagrinou · 
2022: Andromache · 
2023: Andrew Lambrou · 
2024: Silia Kapsis · 
2025: Theo Evan